# Liste der Baudenkmale in Bruchhausen-Vilsen
In der Liste der Baudenkmale in Bruchhausen-Vilsen sind alle Baudenkmale der niedersächsischen Gemeinde Bruchhausen-Vilsen aufgelistet. Die Quelle der Baudenkmale ist der Denkmalatlas Niedersachsen. Der Stand der Liste ist der 11. November 2021.

## Allgemein
In den Spalten befinden sich folgende Informationen:
- Lage: die Adresse des Baudenkmales und die geographischen Koordinaten. Kartenansicht, um Koordinaten zu setzen. In der Kartenansicht sind Baudenkmale ohne Koordinaten mit einem roten Marker dargestellt und können in der Karte gesetzt werden. Baudenkmale ohne Bild sind mit einem blauen Marker gekennzeichnet, Baudenkmale mit Bild mit einem grünen Marker.
- Bezeichnung: Bezeichnung des Baudenkmales
- Beschreibung: die Beschreibung des Baudenkmales. Unter § 3 Abs. 2 NDSchG werden Einzeldenkmale und unter § 3 Abs. 3 NDSchG Gruppen baulicher Anlagen und deren Bestandteile ausgewiesen.
- ID: die Objekt-ID des Baudenkmales
- Bild: ein Bild des Baudenkmales, ggf. zusätzlich mit einem Link zu weiteren Fotos des Baudenkmals im Medienarchiv Wikimedia Commons. Wenn man auf das Kamerasymbol klickt, können Fotos zu Baudenkmalen aus dieser Liste hochgeladen werden:

## Bruchhausen-Vilsen

### Gruppe: Amtshof Bruchhausen
Die Gruppe „Amtshof Bruchhausen“ hat die ID 34627225.

| Lage                                | Bezeichnung   | Beschreibung | ID       | Bild |
| ----------------------------------- | ------------- | --- | -------- | ---- |
| Amtshof 2 52° 50′ 6″ N, 9° 0′ 31″ O | Amtshaus      | Das Amtshaus Bruchhausen wurde 1775 von der Kurfürstlichen-hannoverschen Regierung des ersten Beamten (Droste, Amtmann) des Amtes Bruchhausen errichtet. Danach Wohnung des Amtsrichters und weiterer Justizbeamter. | 34431096 |      |
| Amtshof 2 52° 50′ 8″ N, 9° 0′ 32″ O | Zufahrtsallee | Zufahrtsallee zum Alten Amtshaus | 34431144 |      |
| Amtshof 2 52° 50′ 6″ N, 9° 0′ 30″ O | Park          | Park am Alten Amtshaus in Bruchhausen-Vilsen | 34431119 |      |

### Gruppe: Alter Viehmarkt Bruchhausen
Die Gruppe „Alter Viehmarkt Bruchhausen“ hat die ID 34627206.

| Lage                                     | Bezeichnung    | Beschreibung | ID       | Bild |
| ---------------------------------------- | -------------- | --- | -------- | ---- |
| Am Marktplatz 52° 49′ 42″ N, 9° 0′ 8″ O  | Platz          | Der alte Viehmarkt ist eine trapezförmige Platzanlage mit diagonal angelegten Wegen, die im Zentrum das Kriegerdenkmal treffen. Der Platz wird von der Museumseisenbahn durchschnitten. Die diagonalen Alleen (Bormannallee, Petersallee und Mügge-Allee) werden durch Alleen im Norden (Lindenallee) und Westen (Am Alten Pferdemarkt) flankiert. | 34431053 |      |
| Am Marktplatz 52° 49′ 41″ N, 9° 0′ 12″ O | Kriegerdenkmal | Das Kriegerdenkmal ist ein Obelisk mit aufgesetztem Tatzenkreuz, der auf einem eingezäunten dreistufigen Sockel mit Podest ruht. | 34431075 |      |

### Gruppe: Grabsteingruppen Lindenallee
Die Gruppe „Grabsteingruppen Lindenallee“ hat die ID 34627312.

| Lage                                    | Bezeichnung | Beschreibung                                                                           | ID       | Bild |
| --------------------------------------- | ----------- | -------------------------------------------------------------------------------------- | -------- | ---- |
| Lindenallee 52° 49′ 11″ N, 8° 59′ 11″ O | Grabsteine  | Die Grabsteingruppen wurden vom alten Kirchhof auf den heutigen Friedhof transloziert. | 34431702 |      |

### Gruppe: Ortskern Vilsen
Die Gruppe „Ortskern Vilsen“ hat die ID 334627245.

| Lage                                         | Bezeichnung         | Beschreibung | ID       | Bild           |
| -------------------------------------------- | ------------------- | --- | -------- | -------------- |
| Kirchplatz 52° 49′ 19″ N, 8° 59′ 15″ O       | Kirche              | Die Kirche St. Cyriakus ist eine um 1200 entstandene kreuzförmige Saalkirche aus Feldsteinmauerwerk und unter einem Satteldach mit einem Westturm. Das südliche Portal aus Sandstein datiert auf 1547. 1883 bis 1885 erfolgte eine Erweiterung nach Entwürfen von Conrad Wilhelm Hase. | 34431547 | Weitere Bilder |
| Kirchplatz 52° 49′ 18″ N, 8° 59′ 13″ O       | Kirchplatz          | Der Kirchplatz umfasst den früheren Kirchhof, der durch die umliegende Wohnbebauung eingefasst wird. Mehrere Wege erschließen den Kirchhof. | 34431569 |                |
| Kirchplatz 52° 49′ 20″ N, 8° 59′ 14″ O       | Baumbestand         | Auf dem Kirchhof befindet sich ein alter Baumbestand. | 34433008 |                |
| Kirchplatz 52° 49′ 19″ N, 8° 59′ 12″ O       | Denkmal             | Das Sandsteindenkmal besteht aus einem Quader auf einem stufenartigen Podest und mit aufgesetzter Urne auf einem abgetreppten Dach. | 34431591 |                |
| Kirchplatz 3 52° 49′ 18″ N, 8° 59′ 17″ O     | Wohnhaus            | Das eingeschossige Backsteingebäude mit übergiebeltem Risalit ist ein historisierendes Gebäude aus der Gründerzeit. | 34431635 |                |
| Kirchplatz 4 52° 49′ 18″ N, 8° 59′ 15″ O     | Wohnhaus            | Das als Kantorhaus errichtete Wohnhaus ist ein historisierendes Gebäude aus der Gründerzeit. | 34431656 |                |
| Lindenberg 1 52° 49′ 19″ N, 8° 59′ 12″ O     | Wohnhaus            | Das zweigeschossige Fachwerkgebäude mit Zwerchhaus steht auf einem Backsteinsockel und unter einem Satteldach. | 34431745 | BW             |
| Bahnhofstraße 55 52° 49′ 20″ N, 8° 59′ 12″ O | Wohnhaus            | Das neoklassizistisches Gebäude von 1856 dient seit 2009 als Volkshochschule im Erdgeschoss. | 34431253 |                |
| Bahnhofstraße 55 52° 49′ 20″ N, 8° 59′ 12″ O | Gewölbe             | Das alte Gewölbe liegt unterhalb des Wohngebäudes. | 34433030 | BW             |
| Bahnhofstraße 57 52° 49′ 19″ N, 8° 59′ 11″ O | Lagergebäude        | Gebäude mit Mansarddach von um 1850; heute u.a. mit Apotheke | 34431275 |                |
| Brautstraße 12 52° 49′ 18″ N, 8° 59′ 11″ O   | Wohnhaus            | Das Fachwerkgebäude mit Steinausfachungen und Krüppelwalmdach wurde 1725 erbaut. | 34431343 |                |
| Brautstraße 13 52° 49′ 18″ N, 8° 59′ 11″ O   | Wohn-/Geschäftshaus | Das Wohngebäude stammt aus der Mitte des 18. Jahrhunderts. | 34431371 |                |
| Brautstraße 15 52° 49′ 18″ N, 8° 59′ 11″ O   | Wohn-/Geschäftshaus | Das Fachwerkgebäude stammt aus dem 19. Jahrhundert; großer Umbau von 1992 | 34431392 |                |
| Brautstraße 19 52° 49′ 18″ N, 8° 59′ 14″ O   | Wohnhaus            | Das Fachwerkgebäude wurde als Pfarrwitwenhaus mit massivem Giebel errichtet. | 34431440 |                |
| Assessorstraße 2 52° 49′ 20″ N, 8° 59′ 16″ O | Wohnhaus            | Das Fachwerkgebäude wurde 1764 mit weißgestrichenen Steinausfachungen und unter einem Krüppelwalmdach errichtet. | 34431165 |                |

### Gruppe: Bruchhausen-Vilsen, Engelbergplatz
Die Gruppe „Engelbergplatz“ umfasst neben der Platzsituation drei Wohngebäude um den Platz und hat die ID 34629316.

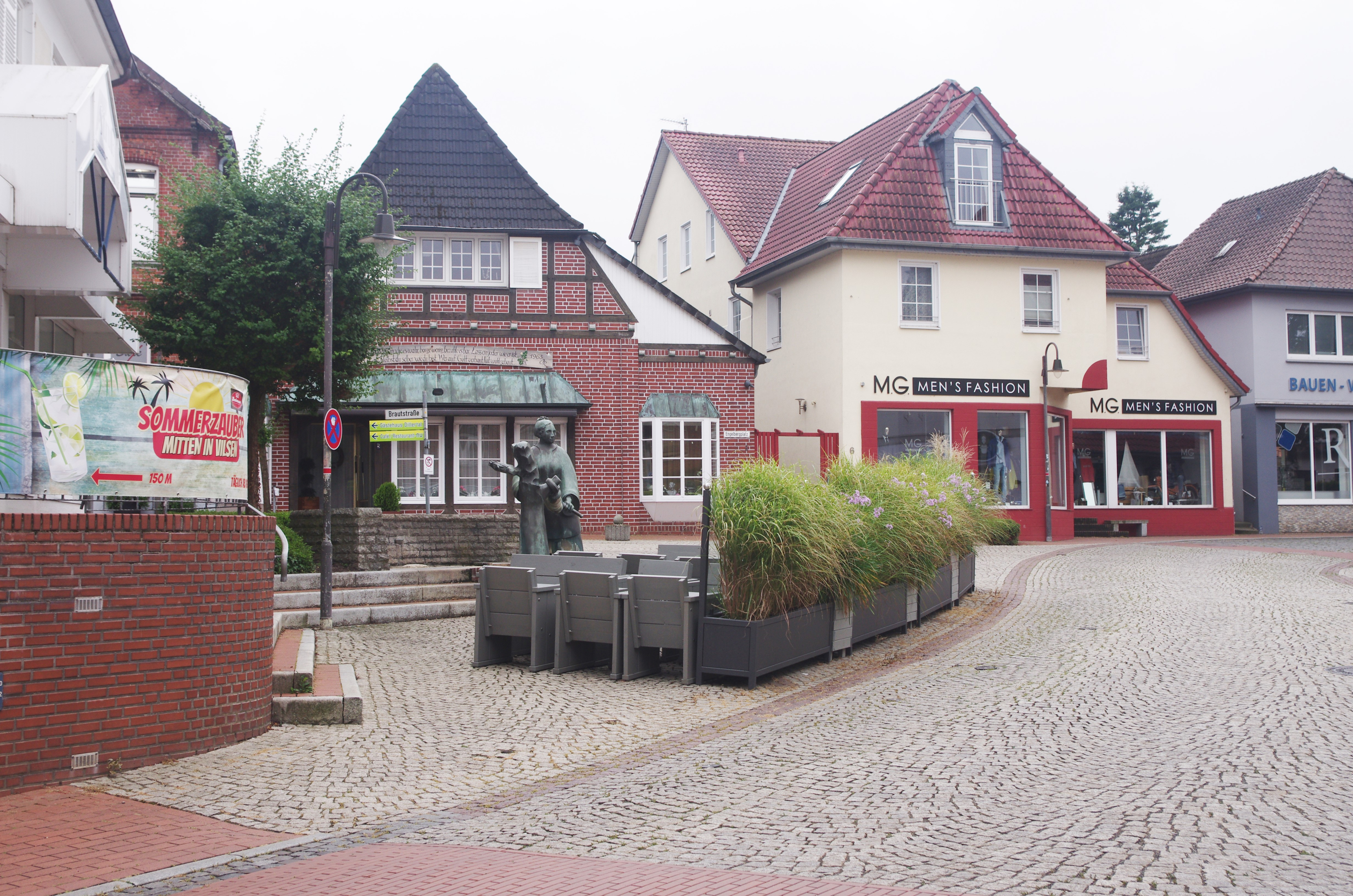
Engelbergplatz

| Lage                                        | Bezeichnung | Beschreibung | ID       | Bild           |
| ------------------------------------------- | ----------- | --- | -------- | -------------- |
| Bahnhofstraße 64 52° 49′ 19″ N, 8° 59′ 7″ O | Wohnhaus    | Das Wohngebäude wurde 1871 errichtet und diente bis 1981 als Hotel Louisville bzw. Dörgeloh und wurde danach von der Kreissparkasse Syke genutzt. | 34432135 | Weitere Bilder |
| Engelbergplatz 1 52° 49′ 18″ N, 8° 59′ 4″ O | Wohnhaus    | Das eingeschossige massive Eckgebäude wurde Anfang des 19. Jahrhunderts unter einem Krüppelwalmdach errichtet. Heute auch mit einem Restaurant.   | 34431413 | Weitere Bilder |
| Engelbergplatz 4 52° 49′ 19″ N, 8° 59′ 5″ O | Gaststätte  | Die Gaststätte wurde um 1880 errichtet. | 34432111 | Weitere Bilder |

### Gruppe: Meliorationshauptkanal
Die Grippe „Meliorationshauptkanal“ umfasst das Entwässerungskanalsystem für das ehemalige Moorgebiet mit den beiden Schleusen. Die Gruppe hat die ID 34629776.

| Lage                        | Bezeichnung | Beschreibung | ID       | Bild           |
| --------------------------- | ----------- | --- | -------- | -------------- |
| 52° 50′ 29″ N, 9° 0′ 46″ O  | Kanal       | Der Meliorationshauptkanal wurde von 1882 bis 1889 zur Entwässerung mit zahlreichen kleineren Bauwerken angelegt.                      | 34432825 | BW             |
| 52° 50′ 1″ N, 9° 2′ 20″ O   | Kanal       | Der Meliorationshauptkanal mit seinen Zuleitern wurde von 1882 bis 1889 zur Entwässerung mit zahlreichen kleineren Bauwerken angelegt. | 34432851 | BW             |
| 52° 50′ 26″ N, 9° 0′ 50″ O  | Schleuse    | In den 1880er Jahren wurde die Schleuse mit Backsteinpfeilern für den Meliorationshauptkanal angelegt.                                 | 34432931 |                |
| 52° 50′ 26″ N, 8° 59′ 49″ O | Schleuse    | Die Schleuse wurde in den 1880er Jahren als Auslass errichtet und ist die letzte noch erhaltene Auslassschleuse.                       | 34432877 | Weitere Bilder |

### Einzelbaudenkmale
| Lage                                              | Bezeichnung              | Beschreibung | ID       | Bild           |
| ------------------------------------------------- | ------------------------ | --- | -------- | -------------- |
| Schöne Reihe (10) 52° 50′ 8″ N, 9° 0′ 26″ O       | Kirche                   | Die 1901 nach Entwürfen von Eduard Wendebourg errichtete Saalkirche unter einem Satteldach schließt mit einem quadratischen Chor. Der im Westgiebel stehende Westturm trägt auf einem Satteldach einen kupfernen Dachreiter. | 34431766 | Weitere Bilder |
| Schöne Reihe 20 52° 50′ 10″ N, 9° 0′ 32″ O        | Wohnhaus                 | Das Fachwerkgebäude mit Walmdach wurde mit Holzteilen aus dem 1749 abgebrochenen Amtshauses der Burg Neubruchhausen errichtet.                                                                                               | 34431787 |                |
| Schöne Reihe 23 52° 50′ 11″ N, 9° 0′ 30″ O        | Wohnhaus                 | Das Wohn- und Geschäftsgebäude aus Backstein ist die alte Amtssparkasse von 1907, 2006 saniert | 34432310 |                |
| Schöne Reihe 23 52° 50′ 11″ N, 9° 0′ 30″ O        | Einfriedung              | Zum Gebäude Schöne Reihe 23 gehört der historische Zaun als Einfriedung. | 36965573 | BW             |
| Bahnhofstraße 61 52° 49′ 19″ N, 8° 59′ 8″ O       | Wohnhaus                 | Das Wohngebäude ist als Fachwerkhaus errichtet worden. | 34431323 |                |
| Kanalstraße 2 52° 50′ 17″ N, 9° 0′ 33″ O          | Wohn-/Wirtschaftsgebäude | Das Fachwerkgebäude wurde vor 1700 errichtet. | 34431521 |                |
| Kanalstraße 41 52° 50′ 26″ N, 9° 0′ 51″ O         | Scheune                  | Die Scheune steht unter einem reetgedeckten Walmdach. | 34432256 |                |
| Lange Straße 118 52° 50′ 5″ N, 9° 0′ 19″ O        | Speicher                 | Der anderthalbgeschossige Fachwerkspeicher wurde 1701 errichtet. | 34431679 | BW             |
| Brautstraße 28 52° 49′ 18″ N, 8° 59′ 20″ O        | Wohnhaus                 | Das Fachwerkgebäude wurde 1760 errichtet. | 34431461 |                |
| Brautstraße 30 52° 49′ 17″ N, 8° 59′ 23″ O        | Wohnhaus                 | Das Pfarrhaus ist als Fachwerkgebäude errichtet worden. | 34431481 |                |
| Vilser Schulstraße 21 52° 49′ 19″ N, 8° 59′ 20″ O | Wohnhaus                 | Das eingeschossige Fachwerkgebäude steht unter einem Krüppelwalmdach. | 34431808 |                |
| Wehlermühle 80 52° 49′ 40″ N, 9° 0′ 34″ O         | Speicher                 | Der eingeschossige Fachwerkspeicher wurde 1831 unter einem Satteldach errichtet. | 34431828 | BW             |
| Im Wiehe 84 52° 49′ 25″ N, 8° 59′ 49″ O           | Stall                    | Der Schafstall steht vereinzelt. | 34431501 |                |

## Berxen

### Gruppe: Berxen 20
Die Gruppe „Berxen 20“ sind Reste einer Hofanlage. Sie hat die ID 34627280.

| Lage                                  | Bezeichnung | Beschreibung                              | ID       | Bild |
| ------------------------------------- | ----------- | ----------------------------------------- | -------- | ---- |
| Berxen 20 52° 49′ 34″ N, 8° 57′ 51″ O | Scheune     | Die Fachwerkscheune wurde 1862 errichtet. | 34430620 | BW   |
| Berxen 20 52° 49′ 35″ N, 8° 57′ 50″ O | Stall       | Der Fachwerkstall wurde 1801 errichtet.   | 34430668 | BW   |
| Berxen 20 52° 49′ 35″ N, 8° 57′ 55″ O | Backhaus    | Das Fachwerkgebäude wurde 1692 errichtet. | 34430644 | BW   |

### Gruppe:Hofanlage Nenndorf Nr. 4
Die Gruppe „Hofanlage, Nenndorf Nr. 4“ hat die ID 34628940.

| Lage                                  | Bezeichnung              | Beschreibung | ID       | Bild |
| ------------------------------------- | ------------------------ | --- | -------- | ---- |
| Nenndorf 4 52° 49′ 38″ N, 8° 57′ 4″ O | Wohn-/Wirtschaftsgebäude | Das Zweiständer-Hallenhaus wurde im 16. Jahrhundert errichtet und im 17. Jahrhundert erneuert.                       | 34432504 |      |
| Nenndorf 4 52° 49′ 38″ N, 8° 57′ 5″ O | Wohnhaus                 | Das anderthalbgeschossige massive Gebäude mit Fachwerkobergeschoss wurde 1911 unter einem Krüppelwalmdach errichtet. | 34432573 |      |
| Nenndorf 4 52° 49′ 37″ N, 8° 57′ 5″ O | Scheune                  | Die Fachwerkscheune mit Längsdurchfahrt wurde im 19. Jahrhundert errichtet und um 1900 massiv erneuert.              | 34432623 |      |
| Nenndorf 4 52° 49′ 37″ N, 8° 57′ 3″ O | Scheune                  | 1691 wurde die Fachwerkscheune errichtet und um 1900 massiv verlängert.                                              | 34432646 |      |
| Nenndorf 4 52° 49′ 39″ N, 8° 57′ 2″ O | Backhaus                 | In den 1690er Jahren wurde das Fachwerkgebäude unter einem Drempel und einem Satteldach errichtet.                   | 34432599 |      |

### Einzelbaudenkmale
| Lage                                      | Bezeichnung              | Beschreibung                                                      | ID       | Bild |
| ----------------------------------------- | ------------------------ | ----------------------------------------------------------------- | -------- | ---- |
| Berxen 21 52° 49′ 36″ N, 8° 57′ 54″ O     | Wohn-/Wirtschaftsgebäude | Das Zweiständer-Hallenhaus steht unter einem Krüppelwalmdach.     | 34430693 | BW   |
| Bruchhöfen 1 52° 50′ 1″ N, 8° 58′ 50″ O   | Speicher                 | Der eingeschossige Fachwerkspeicher steht unter einem Satteldach. | 34430733 |      |
| Bruchhöfen 4 52° 50′ 8″ N, 8° 58′ 9″ O    | Scheune                  | Die Feldscheune von 1685 steht unter einem Walmdach.              | 34430753 | BW   |
| Bruchhöfen 15 52° 50′ 30″ N, 8° 57′ 46″ O | Wohn-/Wirtschaftsgebäude | Das Zweiständer-Hallenhaus steht unter einem Krüppelwalmdach.     | 34430777 |      |

## Engeln

### Einzelbaudenkmale
| Lage                                           | Bezeichnung              | Beschreibung | ID       | Bild           |
| ---------------------------------------------- | ------------------------ | --- | -------- | -------------- |
| Engeler Straße 25 52° 47′ 30″ N, 8° 55′ 17″ O  | Wohn-/Wirtschaftsgebäude | Das Zweiständer-Hallenhaus wurde unter einem Krüppelwalmdach errichtet. | 34434553 |                |
| Oerdinghausen 65 52° 46′ 43″ N, 8° 56′ 34″ O   | Scheune                  | Die Fachwerkscheune wurde ursprünglich Anfang des 19. Jahrhunderts errichtet und später hierher transloziert. | 34434644 | BW             |
| Reihausen 4 52° 46′ 38″ N, 8° 54′ 44″ O        | Speicher                 | Der zweigeschossige Fachwerkspeicher steht unter einem Satteldach. Das Gebäude kragt vor. Ein Schuppenanbau steht an der Seite. | 34434603 | BW             |
| Sulinger Straße 40 52° 47′ 58″ N, 8° 55′ 58″ O | Mühle                    | 1867 wurde die Behlmer Mühle als Galerieholländer-Windmühle auf einem achteckigen Kegel errichtet. 1934 beschädigt, dann umfangreich erneuert. Der Mühlbetrieb wurde 1968 eingestellt. Kappe und Flügel sind erhalten. 1988 renoviert. | 34434623 | Weitere Bilder |
| Wohldheide 66 52° 45′ 58″ N, 8° 53′ 51″ O      | Wohn-/Wirtschaftsgebäude | Das Zweiständer-Hallenhaus wurde 1730 unter einem Krüppelwalmdach errichtet. Der Wirtschaftsgiebel wurde 1847 ersetzt. | 34434572 | BW             |

## Homfeld

### Gruppe:Hofanlage Heiligenberg 4, Homfeld
Die Gruppe „Hofanlage Heiligenberg 4“ umfasst eine kleine Hofstelle aus dem 18. und 19. Jahrhundert im Bereich des Ringwalls und nahe dem Forsthaus Heiligenberg. Die Gruppe hat die ID 34629296.

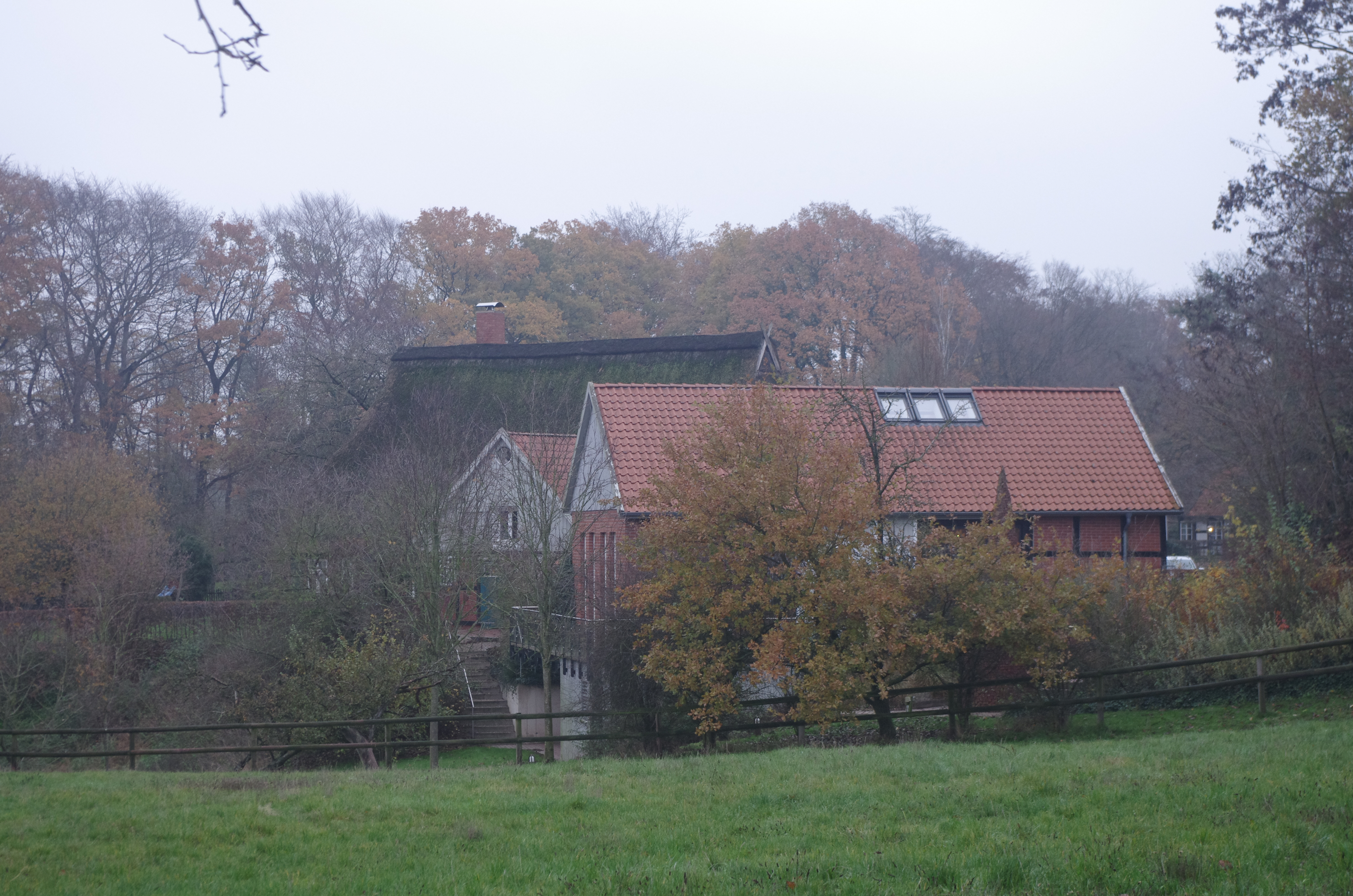
Hofanlage Heiligenberg 4

| Lage                                       | Bezeichnung              | Beschreibung | ID       | Bild           |
| ------------------------------------------ | ------------------------ | --- | -------- | -------------- |
| Heiligenberg 4 52° 48′ 13″ N, 8° 59′ 29″ O | Wohn-/Wirtschaftsgebäude | Das Zweiständer-Hallenhaus unter einem reetgedeckten Halbwalmdach wurde Anfang des 18. Jahrhunderts errichtet. Der Wohnteil in der heutigen Gestalt entstand Ende des 18. Jahrhunderts. Ein Stallanbau am Wirtschaftsteil wurde Mitte des 19. Jahrhunderts errichtet. | 34432063 | Weitere Bilder |
| Heiligenberg 4 52° 48′ 13″ N, 8° 59′ 28″ O | Scheune                  | Die Fachwerkscheune mit Querdurchfahrt wurde 1836 errichtet. | 34432088 | Weitere Bilder |

### Gruppe: Ringwall Heiligenberg
Die Gruppe „Ringwall Heiligenberg“ umfasst den noch erhaltenden Ringwall, der ursprünglich die Burg umgab. Das Betreten des Ringwalls ist verboten. Ein Wanderweg verläuft entlang des Ringwalls. Die Gruppe hat die ID 34627297.

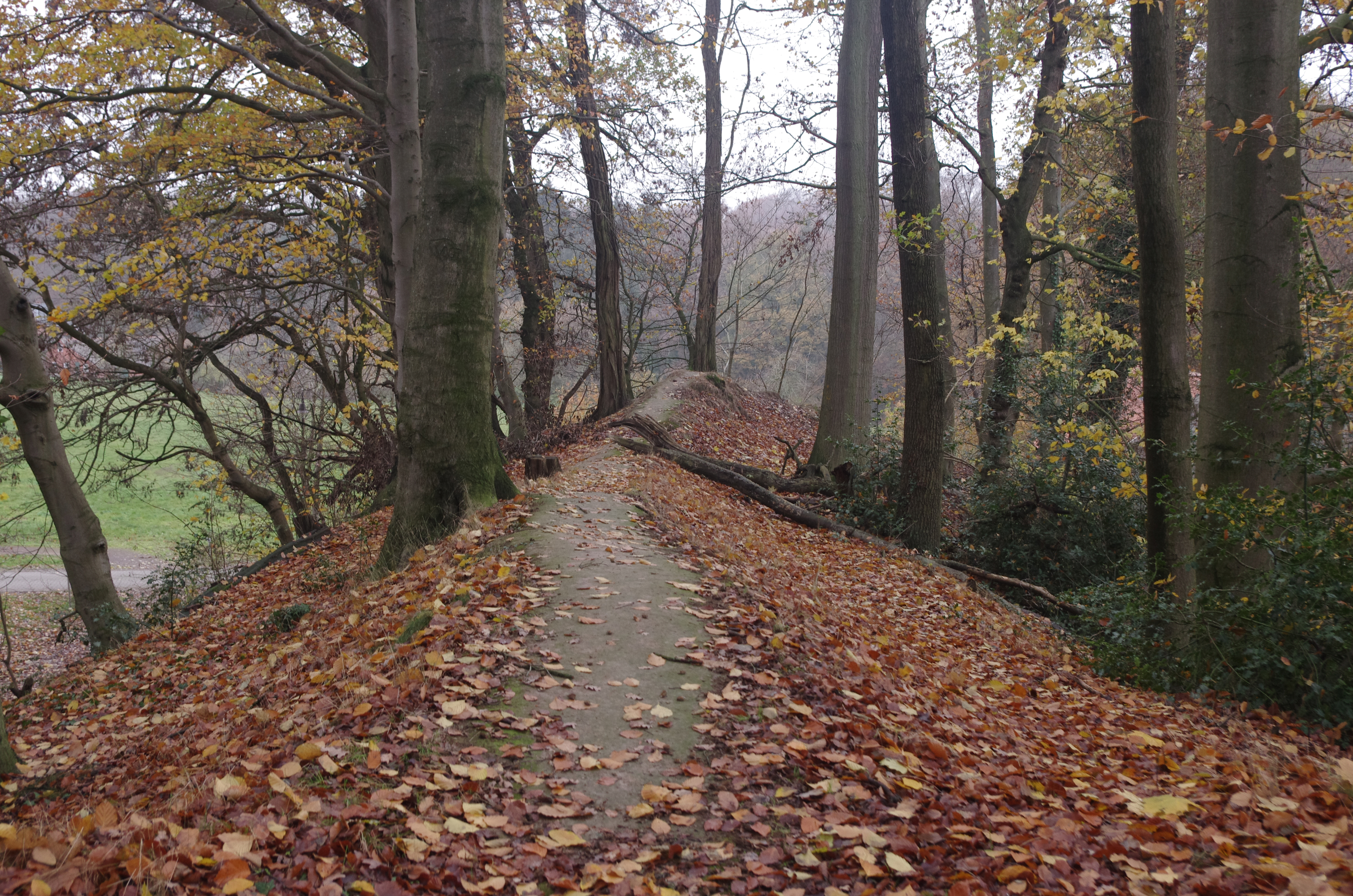
Ringwall

| Lage                                     | Bezeichnung | Beschreibung | ID       | Bild |
| ---------------------------------------- | ----------- | --- | -------- | ---- |
| Heiligenberg 52° 48′ 10″ N, 8° 59′ 31″ O | Ringwall    | Der bis zu acht Meter hohe Ringwall umgab bis zum 12. Jahrhundert die frühere karolingische Burganlage, die nicht mehr vorhanden ist. | 34430817 |      |

### Einzelbaudenkmale
| Lage                                          | Bezeichnung              | Beschreibung | ID       | Bild |
| --------------------------------------------- | ------------------------ | --- | -------- | ---- |
| Heiligenberg 2 52° 48′ 20″ N, 8° 59′ 41″ O    | Mühle                    | Die Wassermühle aus dem 14. Jahrhundert wurde ursprünglich als Klostermühle errichtet. Das heutige Gebäude ist von 1785, 1886 Erweiterung, 1986 saniert                            | 34430901 |      |
| Am Heiligenberg 4 52° 48′ 14″ N, 8° 59′ 15″ O | Wohn-/Wirtschaftsgebäude | Das Fachwerkgebäude mit Steinausfachungen unter einem reetgedeckten Krüppelwalmdach wurde 1790 errichtet.                                                                          | 34430858 |      |
| Am Heiligenberg 10 52° 48′ 14″ N, 8° 59′ 7″ O | Wohn-/Wirtschaftsgebäude | Das Fachwerkgebäude mit Steinausfachungen steht unter einem reetgedeckten Krüppelwalmdach.                                                                                         | 34430838 |      |
| Bruchmühlen 2 52° 48′ 27″ N, 9° 0′ 14″ O      | Mühle                    | Das zweigeschossige Fachwerkgebäude wurde Ende des 18. Jahrhunderts als Wassermühle errichtet. Das eiserne Wasserrad ist erhalten. Das Gebäude wurde mittlerweile massiv erneuert. | 34432529 |      |
| Homfeld 9 52° 48′ 42″ N, 8° 59′ 17″ O         | Stall                    | Das kleine traufständiges Gebäude wurde als Schafstall in Fachwerk mit Steinausfachungen und unter einem reetgedeckten Walmdach errichtet.                                         | 34431033 |      |
| Stubbendiek 2 52° 48′ 45″ N, 8° 59′ 59″ O     | Speicher                 | Der eingeschossige Fachwerkspeicher wurde 1752 unter einem Satteldach errichtet.                                                                                                   | 34430966 | BW   |
| Stubbendiek 2 52° 48′ 44″ N, 8° 59′ 58″ O     | Scheune                  | Die Fachwerkscheune mit zwei Quereinfahrten wurde 1753 errichtet. | 34430943 | BW   |

## Ochtmannien

### Gruppe: Hofanlage Bergkämpe 2
Die Gruppe „Hofanlage Bergkämpe 2“ umfasst eine kleine Hofstelle aus dem 18. Jahrhundert. Die Gruppe hat die ID 34628408.

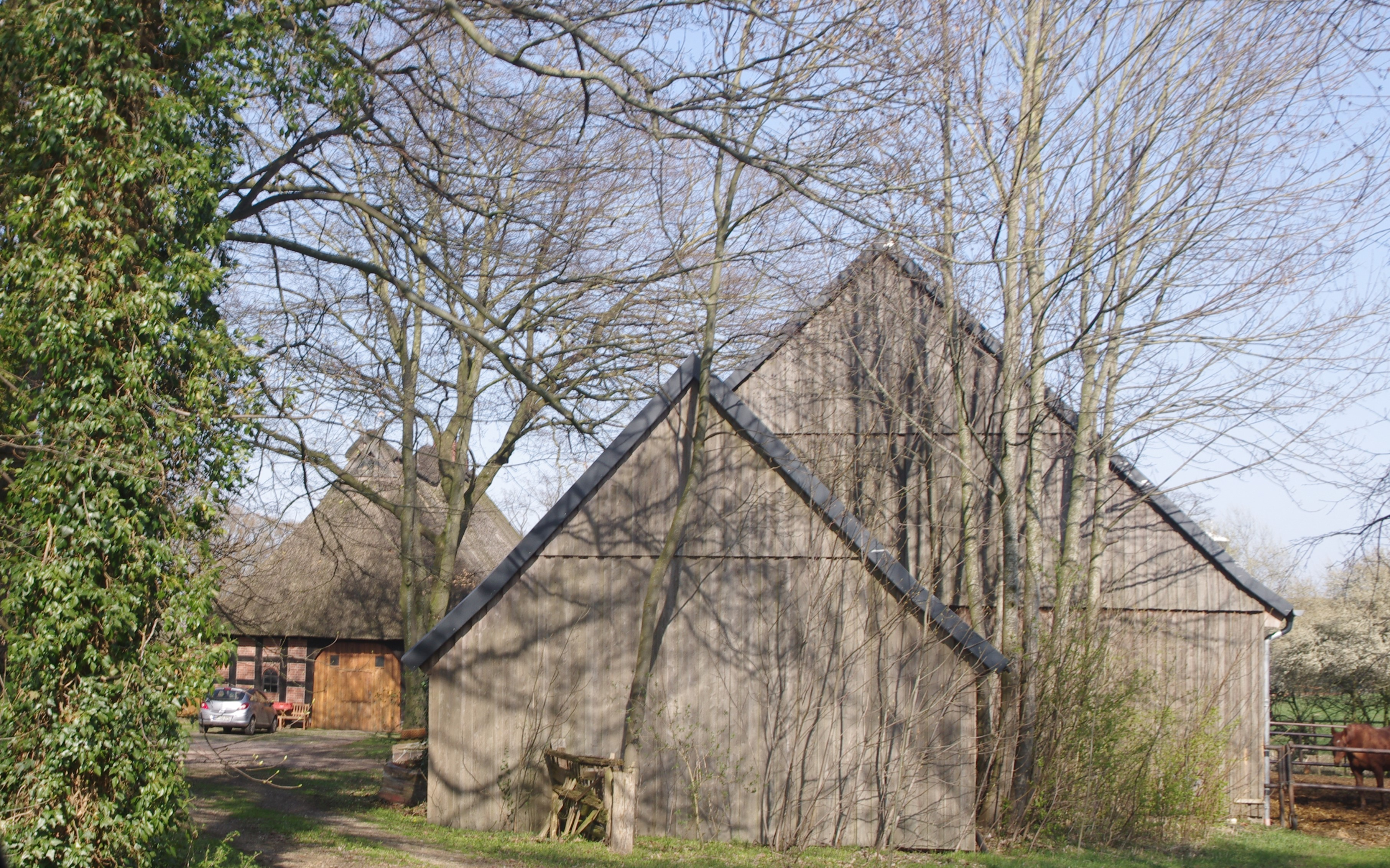
Hofanlage Bergkämpe 2

| Lage                                    | Bezeichnung              | Beschreibung | ID       | Bild |
| --------------------------------------- | ------------------------ | --- | -------- | ---- |
| Bergkämpe 2 52° 49′ 26″ N, 8° 55′ 10″ O | Wohn-/Wirtschaftsgebäude | Das Zweiständer-Hallenhaus mit einem Gitterfachwerk unter einem reetgedeckten Krüppelwalmdach wurde 1761 errichtet. | 34445512 |      |
| Bergkämpe 2 52° 49′ 25″ N, 8° 55′ 10″ O | Backhaus                 | Das eingeschossige Fachwerkgebäude wurde 1785 unter einem Satteldach errichtet.                                     | 34445544 |      |

## Süstedt

### Gruppe: Meliorationshauptkanal
Die Gruppe „Meliorationshauptkanal“ in Süstedt umfasst den Süstedter Teil des Kanals mit der Schleuse und dem Schleusenwärterhaus. Der Kanal setzt sich in den Landkreis Nienburg fort. Die Gruppe hat die ID 34629755.

| Lage                                             | Bezeichnung | Beschreibung                                                                      | ID       | Bild |
| ------------------------------------------------ | ----------- | --------------------------------------------------------------------------------- | -------- | ---- |
| 52° 52′ 41″ N, 8° 56′ 25″ O                      | Kanal       | Von 1882 bis 1889 wurde der Kanal mit mehreren Zuleitern errichtet.               | 34446386 | BW   |
| Am Süstedter Bach 15 52° 52′ 43″ N, 8° 56′ 27″ O | Schleuse    | Im 20. Jahrhundert wurde die Schleuse des Meliorationskanals errichtet.           | 34446439 |      |
| Am Süstedter Bach 15 52° 52′ 42″ N, 8° 56′ 27″ O | Wohnhaus    | Das Backsteingebäude wurde als Schleusenwärterhaus in den 1880er Jahre errichtet. | 34445732 |      |

### Einzelbaudenkmale
| Lage                                          | Bezeichnung              | Beschreibung | ID       | Bild |
| --------------------------------------------- | ------------------------ | --- | -------- | ---- |
| Retzen 10 52° 50′ 44″ N, 8° 54′ 47″ O         | Wohn-/Wirtschaftsgebäude | Das Zweiständer-Hallenhaus wurde 1729 unter einem reetgedeckten Satteldach errichtet.                                                                    | 34445593 | BW   |
| Retzen 52° 50′ 45″ N, 8° 54′ 52″ O            | Speicher                 | Der zweigeschossige Fachwerkspeicher wurde 1651 unter einem Satteldach errichtet. Die Giebel kragen vor.                                                 | 34445616 | BW   |
| Zur Wassermühle 1 52° 51′ 33″ N, 8° 54′ 56″ O | Wassermühle              | Das eingeschossige Fachwerkgebäude wurde zu Beginn des 18. Jahrhunderts auf einem Backsteinsockel und unter einem Krüppelwalmdach errichtet.             | 34445639 | BW   |
| Wöpelberg 2 52° 51′ 45″ N, 8° 55′ 7″ O        | Speicher                 | Der anderthalbgeschossige Fachwerkspeicher wurde 1702 unter einem Satteldach errichtet.                                                                  | 34445662 | BW   |
| Mühlenweg 1 52° 51′ 50″ N, 8° 55′ 16″ O       | Mühle                    | Die sog. Noltesche Mühle wurde als zweigeschossige Backsteingebäude unter einem Satteldach errichtet. Zum Denkmal gehören auch der Teich und der Zulauf. | 34445685 |      |
| Mühlenweg 1A 52° 51′ 50″ N, 8° 55′ 17″ O      | Scheune                  | 1848 wurde die Fachwerkscheune mit Längsdurchfahrt unter einem Krüppelwalmdach errichtet.                                                                | 34446268 | BW   |
| Mühlenweg 3 52° 51′ 51″ N, 8° 55′ 19″ O       | Speicher                 | Der Fachwerkspeicher wurde 1737 unter einem Satteldach errichtet.                                                                                        | 34446316 | BW   |
| Am Glockenturm 2 52° 51′ 46″ N, 8° 55′ 26″ O  | Wohn-/Wirtschaftsgebäude | Das Zweiständer-Hallenhaus wurde 1831 unter Krüppelwalmdach mit Dachreiter errichtet.                                                                    | 34445775 | BW   |
| Alter Pohl 12 52° 51′ 40″ N, 8° 55′ 17″ O     | Wohn-/Wirtschaftsgebäude | 1843 wurde das Zweiständer-Hallenhaus unter einem Krüppelwalmdach errichtet.                                                                             | 34445709 | BW   |
| Breite Straße 32 52° 51′ 44″ N, 8° 55′ 44″ O  | Scheune                  | Die Fachwerkscheune mit Quereinfahrt steht unter einem Satteldach.                                                                                       | 34445755 | BW   |
| Breite Straße 32 52° 51′ 43″ N, 8° 55′ 43″ O  | Wohn-/Wirtschaftsgebäude | Das Zweiständer-Hallenhaus unter einem reetgedeckten Krüppelwalmdach wurde 1658 errichtet.                                                               | 34445732 | BW   |

## Uenzen

### Gruppe: Hofanlage Lüdekenweg 6
Die Gruppe „Hofanlage Lüdekenweg 6“ umfasst den großen Hof. Die Gruppe hat die ID 34628424.

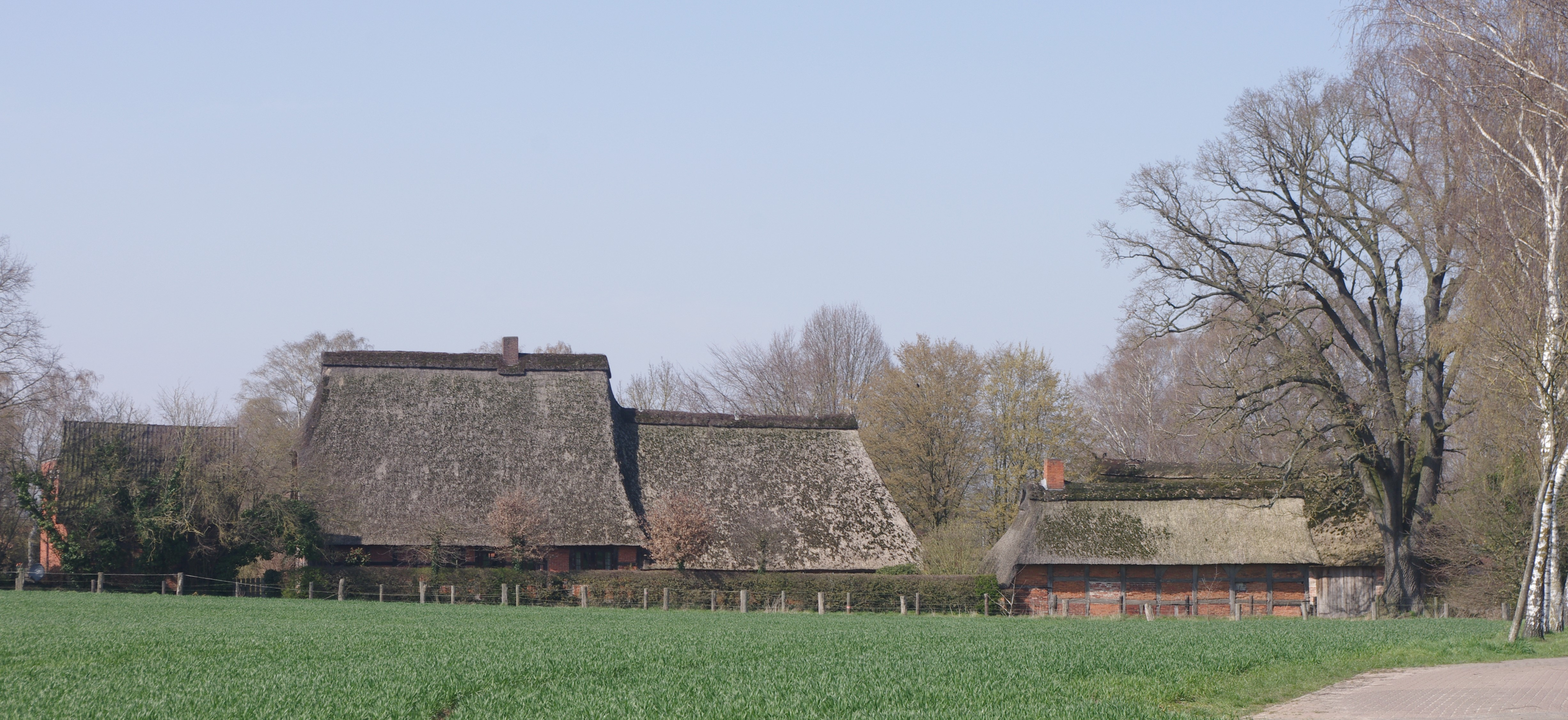
Hofanlage Lüdekenweg 6

| Lage                                     | Bezeichnung              | Beschreibung                                                                                                   | ID       | Bild |
| ---------------------------------------- | ------------------------ | --- | -------- | ---- |
| Lüdekenweg 6 52° 50′ 50″ N, 8° 56′ 37″ O | Wohn-/Wirtschaftsgebäude | Um 1700 wurde das Zweiständer-Hallenhaus auf einem Backsteinsockel und unter einem Krüppelwalmdach errichtet.  | 34445923 |      |
| Lüdekenweg 6 52° 50′ 49″ N, 8° 56′ 37″ O | Speicher                 | Der Fachwerkspeicher wurde 1734 unter einem Satteldach errichtet. Die Giebel kragen jeweils zweifach vor.      | 34445948 |      |
| Lüdekenweg 6 52° 50′ 50″ N, 8° 56′ 38″ O | Scheune                  | Die Fachwerkscheune wurde im 18. Jahrhundert unter einem Walmdach errichtet.                                   | 34445974 |      |
| Lüdekenweg 6 52° 50′ 50″ N, 8° 56′ 39″ O | Stall                    | Der Fachwerkstall wurde im 18. Jahrhundert unter einem Walldach errichtet. Die Hofseite wurde massiv erneuert. | 34445998 |      |

### Gruppe: Hofanlage Uenzer Dorfstraße 57
Die Gruppe „Uenzer Dorfstraße 57“ umfasst die kleine Hofanlage aus dem 19. Jahrhundert mit dem alten Backhaus. Die Gruppe hat die ID 34629713.

| Lage                                             | Bezeichnung              | Beschreibung | ID       | Bild |
| ------------------------------------------------ | ------------------------ | --- | -------- | ---- |
| Uenzer Dorfstraße 57 52° 50′ 36″ N, 8° 57′ 19″ O | Wohn-/Wirtschaftsgebäude | Das Zweiständer-Hallenhaus wurde um 1840 unter einem Krüppelwalmdach errichtet.                                              | 34446148 |      |
| Uenzer Dorfstraße 57 52° 50′ 36″ N, 8° 57′ 19″ O | Backhaus                 | Das Fachwerkgebäude wurde um 1700 unter einem Satteldach errichtet. Der Rückgiebel wurde verändert und der Bahnhof entfernt. | 34446360 |      |

### Einzelbaudenkmale
| Lage                                              | Bezeichnung              | Beschreibung                                                                                      | ID       | Bild |
| ------------------------------------------------- | ------------------------ | ------------------------------------------------------------------------------------------------- | -------- | ---- |
| Am Brinke 13 52° 50′ 53″ N, 8° 56′ 47″ O          | Wohn-/Wirtschaftsgebäude | Das Zweiständer-Hallenhaus wurde um 1700 unter einem Krüppelwalmdach errichtet.                   | 34446081 |      |
| Im Uenzer Dorfe 2 52° 50′ 49″ N, 8° 56′ 30″ O     | Speicher                 | Der eingeschossige Fachwerkspeicher steht unter einem Satteldach.                                 | 34445885 |      |
| Im Uenzer Dorfe 2 52° 50′ 50″ N, 8° 56′ 32″ O     | Scheune                  | Die Fachwerkscheune steht unter einem Satteldach.                                                 | 34445904 |      |
| Ortheide 2 52° 50′ 55″ N, 8° 56′ 38″ O            | Speicher                 | Der eingeschossige Fachwerkspeicher steht unter einem Satteldach. Die Giebel kragen zweifach vor. | 34446020 |      |
| Uenzer Dorfstraße 5 52° 50′ 54″ N, 8° 56′ 21″ O   | Wohn-/Wirtschaftsgebäude | Das Zweiständer-Hallenhaus steht unter einem Krüppelwalmdach.                                     | 34445817 |      |
| Uenzer Dorfstraße 4/6 52° 50′ 51″ N, 8° 56′ 20″ O | Wohn-/Wirtschaftsgebäude | Das Zweiständer-Hallenhaus steht unter einem Krüppelwalmdach.                                     | 34445798 |      |
| Uenzer Dorfstraße 10 52° 50′ 48″ N, 8° 56′ 22″ O  | Speicher                 | Fachwerkspeicher                                                                                  | 35504435 |      |
| Uenzer Dorfstraße 16 52° 50′ 49″ N, 8° 56′ 27″ O  | Speicher                 | Der eingeschossige Fachwerkspeicher wurde 1707 unter einem Satteldach errichtet.                  | 34445837 |      |
| Uenzer Dorfstraße 28 52° 50′ 54″ N, 8° 56′ 47″ O  | Wohn-/Wirtschaftsgebäude | Das Zweiständer-Hallenhaus wurde unter einem reetgedeckten Krüppelwalmdach errichtet.             | 34446062 |      |
| Uenzer Dorfstraße 51 52° 50′ 38″ N, 8° 57′ 14″ O  | Wohn-/Wirtschaftsgebäude | Das Zweiständer-Hallenhaus steht unter einem Krüppelwalmdach.                                     | 34446129 |      |

## Wöpse

### Gruppe: Hofanlage Wöpse 36
Die Gruppe „Hofanlage Wöpse 36“ umfasst eine große Hofanlage unter altem Baumbestand. Die Gruppe hat die ID 34627327.

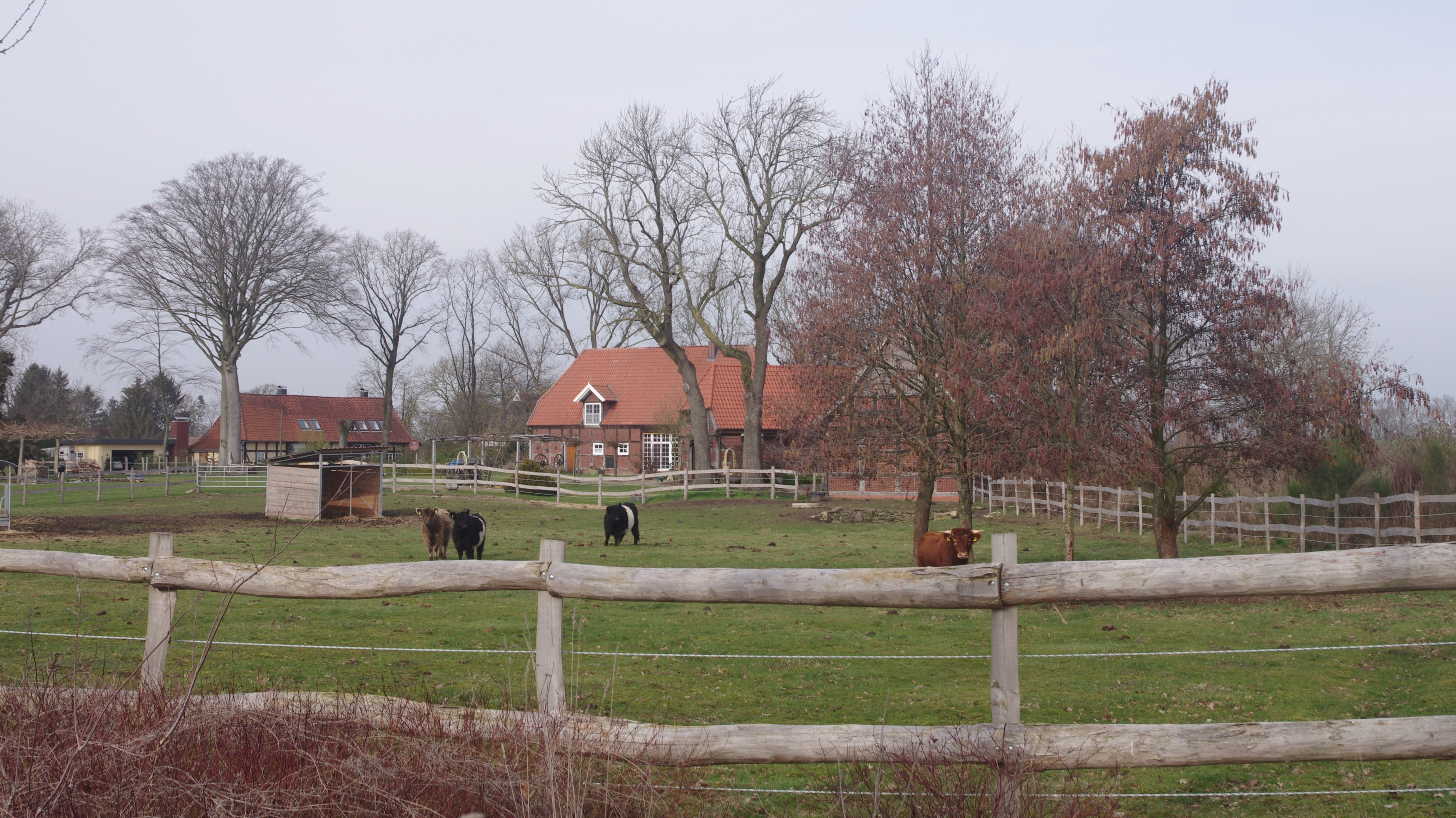
Hofanlage Wöpse 36

| Lage                                | Bezeichnung              | Beschreibung                                                                            | ID       | Bild |
| ----------------------------------- | ------------------------ | --------------------------------------------------------------------------------------- | -------- | ---- |
| Wöpse 36 52° 49′ 1″ N, 9° 1′ 40″ O  | Wohn-/Wirtschaftsgebäude | Das Zweiständer-Hallenhaus steht unter einem reetgedeckten Krüppelwalmdach.             | 34431914 |      |
| Wöpse 36 52° 48′ 57″ N, 9° 1′ 40″ O | Baumbestand              | Der historische Baumbestand erstreckt sich über das gesamte Grundstück.                 | 34433052 |      |
| Wöpse 36 52° 49′ 2″ N, 9° 1′ 40″ O  | Stall                    | Der Stallflügel stand ursprünglich neben dem Wohn-/Wirtschaftsgebäude.                  | 34431936 |      |
| Wöpse 36 52° 49′ 2″ N, 9° 1′ 41″ O  | Scheune                  | Die Fachwerkscheune unter einem Krüppelwalmdach wurde zu Wohnzwecken umgebaut.          | 34431958 |      |
| Wöpse 36 52° 49′ 0″ N, 9° 1′ 42″ O  | Stall                    | Der Fachwerkstall für Schafe mit einer Längseinfahrt steht unter einem Krüppelwalmdach. | 34431979 |      |
| Wöpse 36 52° 48′ 59″ N, 9° 1′ 39″ O | Scheune                  | Die Fachwerkscheune mit zwei Quereinfahrten steht unter einem Satteldach.               | 34432021 |      |
| Wöpse 36 52° 48′ 58″ N, 9° 1′ 38″ O | Backhaus                 | Das eingeschossige Fachwerkgebäude steht unter einem Satteldach.                        | 34432000 |      |

### Gruppe: Hofanlage, Wöpse 20
Gruppe „Hofanlage Wöpse 20“ besteht aus einer großen Hofanlage. Die Gruppe hat die ID 34629677.

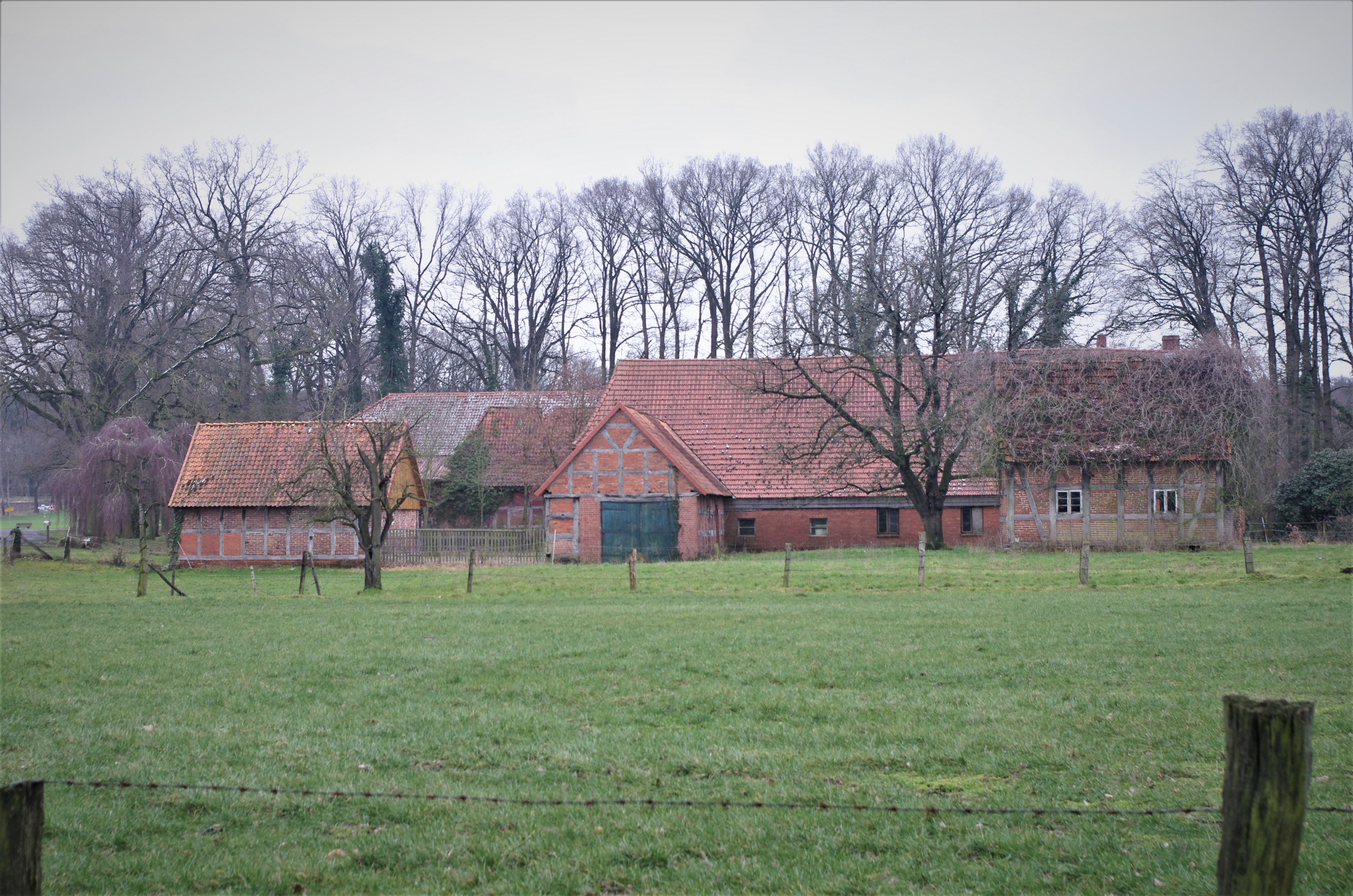
Hofanlage Wöpse 20

| Lage                                | Bezeichnung              | Beschreibung | ID       | Bild |
| ----------------------------------- | ------------------------ | --- | -------- | ---- |
| Wöpse 20 52° 48′ 47″ N, 9° 1′ 43″ O | Wohn-/Wirtschaftsgebäude | Das Zweiständer-Hallenhaus wurde 1726 unter einem Krüppelwalmdach errichtet. Das Innengerüst datiert auf vor 1600. | 34432700 |      |
| Wöpse 20 52° 48′ 46″ N, 9° 1′ 43″ O | Wohnhaus                 | Um 1900 wurde das Backsteingebäude unter einem Satteldach errichtet.                                               | 34432672 |      |
| Wöpse 20 52° 48′ 46″ N, 9° 1′ 44″ O | Stall                    | Der Fachwerkstall wurde zu Beginn des 19. Jahrhunderts unter einem Krüppelwalmdach errichtet.                      | 34432776 |      |
| Wöpse 20 52° 48′ 45″ N, 9° 1′ 42″ O | Speicher                 | Der eingeschossige Fachwerkspeicher wurde 1672 errichtet. Der Giebel kragt vor.                                    | 34432725 |      |
| Wöpse 20 52° 48′ 47″ N, 9° 1′ 43″ O | Speicher                 | Der eingeschossige Fachwerkspeicher von 1822 steht auf einem Backsteinsockel und unter einem Satteldach.           | 34432750 |      |

### Gruppe: Hofanlage Stapelshorn 25
Die Gruppe „Hofanlage Stapelshorn 25“ umfasst einen großen Hof aus der Zeit des sog. Heimatstils mit Pflasterung, rückwärtigem Garten und alten Baumbestand. Die Gruppe hat die ID 34629374.

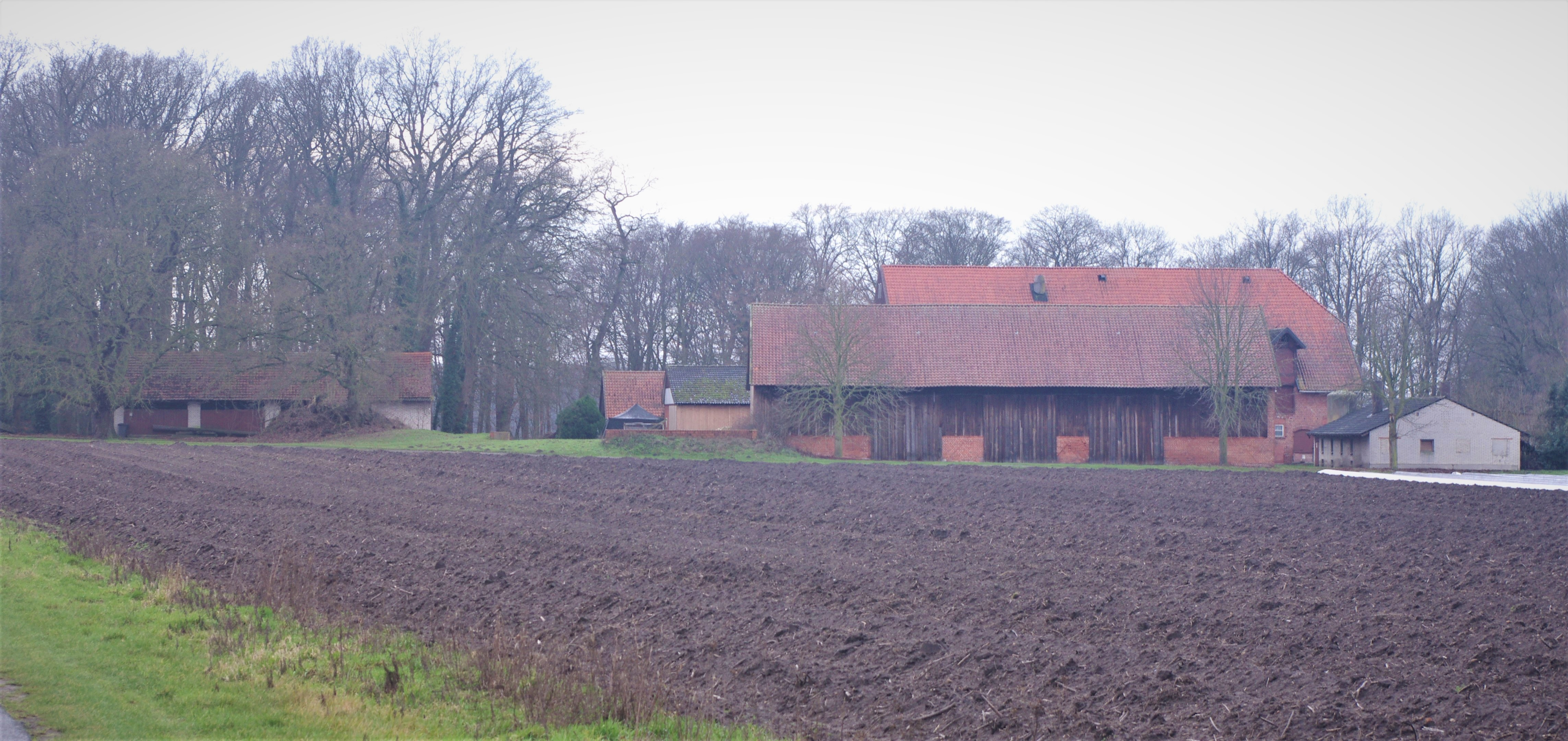
Hofanlage Stapelshorn 25

| Lage                                      | Bezeichnung        | Beschreibung | ID       | Bild |
| ----------------------------------------- | ------------------ | --- | -------- | ---- |
| Stapelshorn 25 52° 49′ 27″ N, 9° 3′ 11″ O | Wohnhaus           | Das anderthalbgeschossige Backsteingebäude steht unter einem Drempel und wurde 1908 errichtet.                                                                                | 34432158 |      |
| Stapelshorn 25 52° 49′ 27″ N, 9° 3′ 9″ O  | Brunnen            | 1712 wurde der Ziehbrunnen aus Sandstein errichtet und ist dem Vorgängerhof zuzuordnen.                                                                                       | 34432233 | BW   |
| Stapelshorn 25 52° 49′ 28″ N, 9° 3′ 13″ O | Wirtschaftsgebäude | 1908 wurde das Wirtschaftsgebäude als Stall/Scheune unter einem Fachwerkdrempel und einem Satteldach errichtet.                                                               | 34432185 |      |
| Stapelshorn 52° 49′ 28″ N, 9° 3′ 15″ O    | Remise/Stall       | Die Remise wurde auch als Pferdestall genutzt. Sie wurde 1911 als eingeschossiges Backsteingebäude unter einem Satteldach errichtet. Der Giebel ist in Fachwerk ausgestaltet. | 34432208 |      |

### Einzelbaudenkmale
| Lage                                      | Bezeichnung | Beschreibung | ID       | Bild |
| ----------------------------------------- | ----------- | --- | -------- | ---- |
| Wöpse 15 52° 48′ 47″ N, 9° 1′ 33″ O       | Stall       | 1819 wurde der Fachwerkstall für Schafe mit Längseinfahrt unter einem Walmdach errichtet.                               | 34432419 |      |
| Wöpse 15 52° 48′ 46″ N, 9° 1′ 32″ O       | Scheune     | Die Fachwerkscheune mit zwei Querdurchfahrten wurde 1832 unter einem Satteldach errichtet.                              | 34432395 |      |
| Wöpse 37 52° 48′ 51″ N, 9° 1′ 24″ O       | Scheune     | Die Feldscheune wurde unter einem reetgedeckten Walmdach errichtet.                                                     | 34432042 |      |
| Gehlbergen 18 52° 49′ 8″ N, 9° 2′ 33″ O   | Scheune     | Das Fachwerkgebäude mit einem Gitterfachwerk wurde als Scheune und Stall genutzt und steht unter einem Krüppelwalmdach. | 34431851 |      |
| Stapelshorn 22 52° 49′ 14″ N, 9° 2′ 59″ O | Stall       | 1675 wurde der Fachwerkstall mit Längseinfahrt für Schafe unter einem Krüppelwalmdach errichtet.                        | 34431871 |      |